# Erzsébet Gulyás Köteles
Erzsébet Gulyás Köteles (Budapest, 3 de noviembre de 1924-Ibídem, 16 de junio de 2019) fue una gimnasta artística húngara, ganadora de cinco medallas olímpicas en concurso por equipos entre las Olimpiadas de Helsinki 1948 y Melbourne 1956.

## Carrera deportiva
En las Olimpiadas de Londres 1948 ganó la plata en el concurso por equipos, tras las checoslovacas y por delante de las estadounidenses.
En 1952 participó en los JJ. OO. que se celebraron en Helsinki consiguiendo la medalla de plata en el concurso por equipos —tras soviéticas y por delante de las checoslovacas— y el bronce en el concurso por equipos con aparatos (una modalidad parecida a la gimnasia rítmica actual), quedando situadas en el podio tras las suecas y las soviéticas.
Y cuatro años después en las Olimpiadas de Melbourne 1956 consiguió el oro en equipo con aparatos —por delante de las suecas, soviéticas y polacas, estas dos últimas empatadas en el bronce— y la plata en equipo, tras las soviéticas y por delante de las rumanas.